# Венс (округ, Північна Кароліна)
Шаблон:StateAbbr_ 36°22′ пн. ш. 78°25′ зх. д. / 36.36° пн. ш. 78.41° зх. д.
Округ  Венс (англ. Vance County) — округ (графство) у штаті  Північна Кароліна, США. Ідентифікатор округу 37181.

## Історія
Округ утворений 1881 року.

## Демографія
За даними перепису 
2000 року 
загальне населення округу становило 42954 осіб, зокрема міського населення було 21246, а сільського — 21708.
Серед мешканців округу чоловіків було 20306, а жінок — 22648. В окрузі було 16199 домогосподарств, 11643 родин, які мешкали в 18196 будинках.
Середній розмір родини становив 3,06.
Віковий розподіл населення поданий у таблиці:
| Стать    | До 15 років | 15-21 | 22-29 | 30-39 | 40-49 | 50-65 | 65-85 | Понад 85 |
| -------- | ----------- | ----- | ----- | ----- | ----- | ----- | ----- | -------- |
| Чоловіки | 5090        | 2044  | 2237  | 2872  | 2898  | 3131  | 1900  | 134      |
| Жінки    | 4736        | 2004  | 2384  | 3238  | 3395  | 3510  | 2918  | 463      |

## Виноски
1. ↑  U.S. Decennial Census. United States Census Bureau. Архів оригіналу за 19 липня 2018. Процитовано 20 січня 2015.
2. ↑  Historical Census Browser. University of Virginia Library. Архів оригіналу за 16 серпня 2012. Процитовано 20 січня 2015.
3. ↑  Forstall, Richard L., ред. (27 березня 1995). Population of Counties by Decennial Census: 1900 to 1990. United States Census Bureau. Архів оригіналу за 3 березня 2015. Процитовано 20 січня 2015.
4. ↑  Census 2000 PHC-T-4. Ranking Tables for Counties: 1990 and 2000 (PDF). United States Census Bureau. 2 квітня 2001. Архів оригіналу (PDF) за 18 грудня 2014. Процитовано 20 січня 2015.
5. ↑  State & County QuickFacts. United States Census Bureau. Архів оригіналу за 4 січня 2016. Процитовано 30 жовтня 2013.(англ.) Наведено за англійською вікіпедією.
6. ↑  American FactFinder. Бюро перепису населення США. Архів оригіналу за 26 лютого 2012. Процитовано 31 січня 2008.

| США | Це незавершена стаття з географії США. Ви можете допомогти проєкту, виправивши або дописавши її. |